# Parmer megye
Parmer megye az Amerikai Egyesült Államokban, azon belül Texas államban található. Megyeszékhelye Farwell, legnagyobb városa Friona. Lakosainak száma 9869 fő (2020. április 1.). Parmer megye Deaf Smith, Castro, Lamb, Bailey és Curry megyékkel határos.

## Népesség
A megye népességének változása:
| Lakosok száma | 10 287 | 10 295 | 10 168 | 9965 | 9749 | 9869 |
|               | 2010   | 2011   | 2012   | 2013 | 2015 | 2020 |